# World Team Challenge 2002
World Team Challenge 2002 var den första upplagan av skidskyttetävlingen som ägde rum i mellandagarna inne på och strax utanför fotbollsarenan Arena AufSchalke i Gelsenkirchen, Tyskland.
Totalt kom 12 lag till start med 24 tävlande ifrån sju olika europeiska länder. Tyskland, som arrangör av tävlingen, hade åtta deltagare med.
Tävlingen vanns av det tyska paret Martina Glagow/Michael Greis som var 25,8 sekunder det ryska paret Albina Achatova/Viktor Majgurov. Trea kom det finska paret Sanna-Leena Perunka/Vesa Hietalahti som var 49,9 sekunder efter.

## Startfält 2002
| Lag | Namn                                            | Land      |
| --- | ----------------------------------------------- | --------- |
| 1   | Martina Glagow och Michael Greis                | Tyskland  |
| 2   | Andrea Henkel och Frank Luck                    | Tyskland  |
| 3   | Katrin Apel och Peter Sendel                    | Tyskland  |
| 4   | Kati Wilhelm och Ricco Gross                    | Tyskland  |
| 5   | Albina Achatova och Viktor Majgurov             | Ryssland  |
| 6   | Olga Pyleva och Pavel Rostovtsev                | Ryssland  |
| 7   | Gunn Margit Andreassen och Ole Einar Bjørndalen | Norge     |
| 8   | Evelyn Hanevold och Halvard Hanevold            | Norge     |
| 9   | Sanna-Leena Perunka & Vesa Hietalahti           | Finland   |
| 10  | Olga Nazarova & Aleksej Ajdarov                 | Belarus   |
| 11  | Florence Baverel-Robert & Vincent Defrasne      | Frankrike |
| 12  | Nathalie Santer & Wilfried Pallhuber            | Italien   |

## Slutresultat
| Nr | Namn                                          | Land | Tid     |
| -- | --------------------------------------------- | ---- | ------- |
| 1  | Martina Glagow & Michael Greis                | GER  | 40.30,7 |
| 2  | Albina Achatova & Viktor Majgurov             | RUS  | +25,8   |
| 3  | Sanna-Leena Perunka & Vesa Hietalahti         | FIN  | +49,9   |
| 4  | Olga Pyleva & Pavel Rostovtsev                | RUS  | +55,0   |
| 5  | Andrea Henkel & Frank Luck                    | GER  | +58,3   |
| 6  | Katrin Apel & Peter Sendel                    | GER  | +1.21,0 |
| 7  | Gunn Margit Andreassen & Ole Einar Bjørndalen | NOR  | +1.35,8 |
| 8  | Olga Nazarova & Aleksej Ajdarov               | BLR  | +1.57,6 |
| 9  | Kati Wilhelm & Ricco Gross                    | GER  | +2.26,4 |
| 10 | Florence Baverel-Robert & Vincent Defrasne    | FRA  | Varvade |
| 11 | Nathalie Santer & Wilfried Pallhuber          | ITA  | Varvade |
| 12 | Evelyn Hanevold & Halvard Hanevold            | NOR  | Varvade |